# Sonic the Hedgehog (1991)
Sonic the Hedgehog (japanisch ソニック・ザ・ヘッジホッグ, Hepburn: Sonikku za Hejjihoggu) ist ein 2D-Jump-’n’-Run-Computerspiel, das von Sonic Team entwickelt und von Sega erstmals in Nordamerika am 23. Juni 1991 für das Sega Mega Drive veröffentlicht wurde. Es sollte die Leistung und Geschwindigkeit der damals neuen Konsole demonstrieren und ist das erste und wohl bekannteste Spiel der Sonic-Spielserie überhaupt. Im selben Jahr erschien für das Sega Master System und den Sega Game Gear eine gleichnamige 8-Bit-Version.
In den Folgejahren erschienen zahlreiche Fortsetzungen und Neuveröffentlichungen für eine Vielzahl von Videospielsystemen. Mit dem Modul dieses Spiels schaltet man auf dem Lock-On-Cartridge von Sonic & Knuckles das Spiel Blue Sphere frei.
Die direkten Nachfolger sind Sonic the Hedgehog 2 (1992) und Sonic the Hedgehog CD (1993).

## Handlung
Der böse Wissenschaftler Dr. Ivo Robotnik hat auf seiner Suche nach den sechs Chaos Emeralds, denen mystische Kräfte nachgesagt werden, die Tiere von South Island in aggressive Roboter verwandelt und in Metallbehälter eingesperrt. Der blaue anthromorphe Igel Sonic the Hedgehog möchte die Tiere befreien und den bösen Wissenschaftler aufhalten, weswegen er sich bis in Dr. Robotniks Basis vorwagt, dort allen Gefahren und Maschinen trotzt und ihn zunächst zur Flucht zwingt.
Über die Jahre haben sich durch Comics, TV-Serien und Filme verschiedener Autoren immer wieder die unterschiedlichsten Vorgeschichten und Ergänzungen entwickelt, die jedoch alle weder ursprünglich geplant waren, noch untereinander übereinstimmen, womit sie alle nicht als Kanon gelten.

## Gameplay
In Sonic the Hedgehog übernimmt der Spieler die Kontrolle über den blauen Igel Sonic in einem sidescrollenden 2D-Jump-'n'-Run. Das Leveldesign passt sich mit Sprungfedern, Loopings und mehr dem dynamischen, schnellen Spielgefühl an. Neben dem Steuerkreuz zur Bewegung ist nur ein Aktionsknopf zum Springen nötig. In springender oder rollender Form, Spin Attack genannt, kann Sonic Gegner besiegen oder Itemboxen in Form von Monitoren, auf dessen Bildschirm das jeweilige enthaltene Item angezeigt wird, öffnen. Bei Berührung können die goldenen Ringe eingesammelt werden; Nimmt Sonic Schaden, verliert er die Ringe. Nimmt Sonic Schaden, ohne Ringe zu besitzen, fällt in einen tödlichen Abgrund, wird zerquetscht oder ertrinkt, verliert er ein Extraleben, von denen man zu Spielbeginn drei besitzt. Sammelt man 100 Ringe, erhält man ein weiteres Extraleben. Auch in den Monitoren kann ein Extraleben, zehn Ringe, ein Schutzschild, vorübergehende erhöhte Geschwindigkeit oder vorübergehende Unverwundbarkeit enthalten sein. Checkpoints in Form von Laternen markieren bei einem Lebensverlust den Rücksetzpunkt. Auch werden bei allen Aktionen Punkte gesammelt, die wiederum „Continues“ geben können, sodass das Spiel trotz Verlust sämtlicher Extraleben fortgesetzt werden kann. Die meisten Gegner können mit der Spin Attack besiegt werden, was Punkte bringt und die gefangenen Tiere befreit.
Das Spiel besteht aus sechs Zonen (Green Hill Zone, Marble Zone, Spring Yard Zone, Labyrinth Zone, Star Light Zone und Scrap Brain Zone) mit je drei Acts, die als Level definiert werden können. Jede Zone hat dabei ihre eigene Thematik, Aussehen und Gegner-Vielfalt. Am Ende des jeweils dritten Acts wartet zudem ein Kampf gegen den Widersacher Dr. Robotnik und einer seiner tödlichen Maschinen, außer in der sechsten Zone, da anschließend ein finaler Kampf in der eigenen Final Zone stattfindet, bevor das Spiel mit den Credits endet. Wenn Sonic mit mindestens 50 Ringen das Ende eines ersten oder zweiten Acts einer Zone erreicht, kann er unmittelbar hinter dem Ziel durch einen großen Ring in eine der sechs Special Stages gelangen, wo es jeweils einen der sechs im Spiel befindlichen Chaos Emeralds zu finden gibt. Beendet der Spieler das Spiel ohne alle Chaos Emeralds, erscheint eine Nachricht mit dem Text „TRY AGAIN“ nach dem Abspann, in dem Dr. Robotnik die fehlenden Chaos Emeralds besitzt. Beendet der Spieler das Spiel erfolgreich mit allen sechs Chaos Emeralds, fällt das Ende mit einer noch blühenderen Vegetation und einem wütenden Dr. Robotnik noch positiver für Sonic aus.

### Level
| Nr. | Zone             | Acts | Bosskämpfe   | Gegner                                                |
| --- | ---------------- | ---- | ------------ | ----------------------------------------------------- |
| 1   | Green Hill Zone  | 3    | Egg Wrecker  | Buzz Bomber, Crabmeat, Moto Bug, Chopper, Newtron     |
| 2   | Marble Zone      | 3    | Egg Scorcher | Buzz Bomber, Caterkiller, Batbrain                    |
| 3   | Spring Yard Zone | 3    | Egg Stinger  | Buzz Bomber, Crabmeat, Spikes, Roller                 |
| 4   | Labyrinth Zone   | 3    | Egg Mobile   | Burrobot, Jaws, Orbinaut                              |
| 5   | Star Light Zone  | 3    | Egg Spiker   | Orbinaut, Bomb                                        |
| 6   | Scrap Brain Zone | 3    | -            | Burrobot, Jaws, Orbinaut, Caterkiller, Bomb, Ball Hog |
| 7   | Final Zone       | 1    | Egg Crusher  | -                                                     |

## Entwicklung
Im Jahre 1990 begann die Videospielfirma Sega mit der Entwicklung eines neuen Hausmaskottchens, welches Alex Kidd als solches ablösen sollte. Eine Vielzahl von Charakter-Entwürfen war nötig, die schlussendlich zu einem blauen, anthropomorphischen Hochgeschwindigkeits-Igel namens Mr. Harinezumi (Mr.ハリネズミ) führten, der später in Sonic umbenannt wurde. Ein anderer Entwurf mit einem schnauzbärtigen, dicken Mann im Schlafanzug wurde letzten Endes zu Sonics Widersacher Dr. Ivo Robotnik. Die in frühen Konzeptzeichnungen enthaltene Frau namens Madonna wurde vor Release entfernt, ebenso wurden aus den Monstern an Gegnern am Ende Roboter.
Sega beauftragte Yūji Naka nach seinen Erfolgen mit Phantasy Star und einem Port von Ghouls ’n Ghosts auf das Sega Mega Drive mit der Entwicklung des neuen Spiels. Insgesamt zwei Programmierer, zwei Komponisten und zwei Designer waren zunächst an der Entwicklung des Spiels beteiligt, mit der Zeit wurden mehr Leute zugeteilt, um die Entwicklung zu beschleunigen. Naka erinnerte sich daran, dass er stets versuchte, das erste Level in Super Mario Bros. schnellstmöglich durchzuspielen und entwickelte sein Spiel basierend auf diesem Konzept. Die erste Version des Spiels erschien den Testern jedoch zu schnell und turbulent, sodass das Gameplay verlangsamt wurde.
Herausforderungen in der Entwicklung zeigten sich bei der richtigen Geschwindigkeits-Balance, dem einwandfreien Verwenden der Loopings und einem Zweispielermodus mit Splitscreen, welcher aus Zeitgründen erst im Nachfolger umgesetzt wurde. Auch der interne Speicher des Spielmoduls war begrenzt, so soll das ikonische Sega-Logo zu Beginn des Spiels etwa ein Drittel der Speicherkapazität ausmachen. Als man kurz vor Release einen „Sonic Team presents“-Schriftzug unmittelbar vor dem Titelbildschirm einbaute, verschwand der „Press Start-Button“-Schriftzug im Titelbildschirm versehentlich, und das Spiel wurde unbemerkt ohne den eigentlich geplanten „Press Start-Button“-Schriftzug veröffentlicht.
Hauptverantwortlich für den Soundtrack des Spiels ist Masato Nakamura von der J-Pop-Band namens Dreams Come True.
Das Spiel wurde im Januar 1991 gezielt erstmals auf der Consumer Electronics Show (CES) der Öffentlichkeit präsentiert, um Nintendo und ihrer damalig aktuellen Konsole Super Nintendo Entertainment System (SNES) die Show zu stehlen. Sonic the Hedgehog gewann dort den „CES award for innovation“.

## Neuveröffentlichungen und Nachfolger

### Sonic the Hedgehog Genesis
Anlässlich zum 15-jährigen Jubiläum erschien am 14. November 2006 exklusiv in Nordamerika Sonic the Hedgehog Genesis für den Game Boy Advance, welches einen technisch mangelhaften Port des Ursprungsspieles darstellt. Die Fähigkeit Spin Dash, die ursprünglich noch nicht enthalten war, wurde ergänzt. Im Gegenzug war der Bildschirmausschnitt an allen Seiten deutlich angeschnitten bzw. hineingezoomt, das Spiel lief nicht flüssig, hatte enorme Lags, Framerate-Probleme und Input-Delays, das Spielgeschehen war nicht mehr synchron mit der Musik und den Soundeffekten, die Bosskämpfe funktionierten nicht mehr wie vorgesehen, Level-Select und Debug-Modus wurden entfernt und es traten vermehrt Bugs auf, so wird fälschlicherweise bei jedem Lebensverlust die Ertrinken-Animation angezeigt, auch wenn der Lebensverlust anders verursacht wurde. Aus genannten Gründen wurde dieser desaströse Port von der Presse vernichtend bewertet.
Wenige Monate später veröffentlichte ein einfacher Fan mit dem Usernamen Stealth im direkten Gegenzug einen korrekten und einwandfreien GBA-Port des Spiels, der die genannten Fehler nicht enthielt und Tails und Knuckles als spielbare Charaktere hinzufügte. Stealth wurde später von Sega eingestellt und wirkte mit seinem eigenen Entwicklerstudio Headcannon an den 2013 erschienenen iOS- und Android-Versionen von Sonic the Hedgehog und Sonic the Hedgehog 2 sowie an Sonic Mania (2017) und Sonic Origins (2022) mit.

### Weitere Neuveröffentlichungen
Sonic the Hedgehog gilt als eines der am häufigsten immer wieder neuveröffentlichten und verfügbaren Videospiele überhaupt.
Nur kurze Zeit nach der Erstveröffentlichung auf dem Sega Mega Drive erschien 1991 ein gleichnamiges Spiel für Sega Game Gear und das Sega Master System, welches sich jedoch sowohl audiovisuell als auch inhaltlich vom Original unterscheidet. Die ursprünglich geplanten Ports für das Atari ST, Amiga, Commodore 64, ZX Spectrum und Amstrad CPC wurden nicht verwirklicht, dafür erschien 1993 eine Arcade-Version für die Spielhalle und 1995 für das Sega Mega Drive die Sonic Compilation, in dem das erste Sonic als eines von drei Spielen enthalten war. 1997 war das Original auf dem Sega-Saturn-Spiel Sonic Jam erstmals mit einem neuen Easy-Mode, bei dem es weniger Gegner und mehr Plattformen gibt, spielbar. Auch die Sonic Mega Collection (2002, Nintendo GameCube), Sonic Mega Collection Plus (2004, PlayStation 2, Xbox, PC), Sega Mega Drive Collection (2006, PlayStation 2, PlayStation Portable), Sega Mega Drive Ultimate Collection (2010, PlayStation 3, Xbox 360), Sonic PC Collection (2009, PC), Sonic Classic Collection (2010, Nintendo DS) und Sega Mega Drive Classics (2010 für PC, 2018 für PlayStation 4, Xbox One, Nintendo Switch) enthielten das Ursprungsspiel.
Das Spiel wurde in seinem Ursprungszustand im Wii-Shop-Kanal, Nintendo eShop, PlayStation Network, Xbox Live Arcade und auf Steam online erneut angeboten. Eine Umsetzung mit 3D-Effekt für den Nintendo 3DS wurde im Jahr 2013 unter dem Namen 3D Sonic the Hedgehog für den Nintendo eShop veröffentlicht, außerdem war das Spiel 2018 auch Teil der Sega-Ages-Reihe für Nintendo Switch und auf dem 2019 veröffentlichten Sega Mega Drive Mini enthalten.
Für den Mobilemarkt gab es erstmals 2001 in Japan eine Handy-Version, die 2005 verbessert wurde, ehe 2013 Remaster-Mobile-Ports von Christian Whitehead und Stealth für iOS und Android erschienen, die ein 16:9-Breitbild, mit Tails und Knuckles weitere spielbare Charaktere, einen optionalen siebten Chaos Emerald in einer neuen Special Stage und damit die Verwandlung zu Super Sonic hinzufügten. Diese Smartphone-Version war mit weiteren Verbesserungen und zusammen mit dem Mega-Drive-Original auf den Collections Sonic Origins (2022), welches auf den Tag genau zum 31. Jubiläum des ersten Sonic-Spiels erschien, sowie Sonic Origins Plus (2023), welches auf den Tag genau zum 32. Jubiläum des ersten Sonic-Spiels erschien, vertreten.

### Nachfolger
Nach dem großen Erfolg erschien bereits 1992 Sonic the Hedgehog 2 für das Sega Mega Drive, welches für die meisten das Spielerlebnis weiter verbesserte. Für das Sega Mega-CD folgte 1993 Sonic the Hedgehog CD, ehe 1994 Sonic the Hedgehog 3 und Sonic & Knuckles für das Sega Mega Drive veröffentlicht wurden. Zahlreiche Spin-Offs behandelten sowohl Jump 'n' Runs als auch andere Genres.
Nach Knuckles’ Chaotix 1995 für das Sega 32X bestritt die Sonic-Serie deutlicher den Weg der 3D-Jump-’n’-Runs wie Sonic Adventure, welche strenggenommen alle als Nachfolger des Ursprungsspiels zählen dürften. In Sonic Adventure 2 und Sonic Adventure 2 Battle konnte man durch das Sammeln aller Embleme die aus dem ersten Teil bekannte Green Hill Zone in 3D freischalten. Die Sonic Advance-Trilogie für den Game Boy Advance und Sonic Rush für den Nintendo DS schafften später wieder ein ähnliches Spielgefühl wie das Original. 2006 erschien ein gleichnamiges Sonic the Hedgehog für PlayStation 3 und Xbox 360, stellt jedoch ein komplett anderes Spiel dar. In Sonic Generations und Sonic Forces kehrte die aus dem Erstling bekannte Green Hill Zone zurück, beide Mal sowohl in 2D als auch in 3D spielbar.
Ziel des 2010 erstveröffentlichten Sonic the Hedgehog 4: Episode I war es, mit zeitgemäßer Grafik möglichst nah das Spielgefühl des Erstlings zu erreichen. Sonic Mania aus dem Jahre 2017 setzte mit demselben Vorhaben stattdessen auf nostalgische 16-Bit-Optik.

## Rezeption
Sonic the Hedgehog wurde allgemein positiv bewertet. Gelobt werden vor allem das zugängliche Gameplay und die flüssigen, schnellen Bewegungsabläufe, Kritik gibt es für den geringen Umfang. Smartphone-Umsetzungen haben mit umständlicherer Steuerung weniger überzeugt.

„Segas sehnlichster Wunsch könnte bald in Erfüllung gehen. Das Startabenteuer von Sonic ist zwar nicht direkt umwerfend, aber dennoch ein guter Anfang. Technisch makellos in Szene gesetzt, schlägt sich Sonic durch eine parallax scrollende Glitzerwelt, die bunter nicht sein könnte. Die Grafiker haben so tief in den Farbtopf gegriffen, daß die Augen in manchen Szenen vor den knalligen Farbkompositionen fast kapitulieren. Wenn Sega hier noch mehr Ideen einbringt, dann hat Sonic durchaus das Zeug, Mario eins auf die Mütze zu geben. Wer ein Mega Drive besitzt und auf einfache, aber unterhaltsame Geschicklichkeitsspiele mit Adventure-Touch steht, der kann bedenkenlos zugreifen. Sonic the Hedgehog ist ein gutes Jump’n Run, das zwar noch unter einigen Kinderkrankheiten leidet, aber alles in allem überzeugt.“

„Was Mario für Nintendo ist, das ist der Turbo-Igel für Sega: Maskottchen, Zugpferd und Serienheld in einer Person; hauptberuflich natürlich Retter einer bonbonbunten Fantasy-Welt. Technisch wurde das unterhaltsame Gameplay astrein in Szene gesetzt: Die abwechslungsreichen Szenarien scrollen mit einem Affenzahn in jede beliebige Richtung, die vielen Sprites sind witzig animiert, und die Soundkulisse gefällt durch flotte Musik und knackige FX. Keine Überraschung also, daß Sonic es Mario nachtut und in Serie geht.“

„Sicherlich ist Sonic noch immer das coolere Maskottchen, konnte und kann aber spielerisch dem Klempner nicht ganz das Wasser reichen. Technisch hat Sonic eindeutig die Nase vorn und beeindruckt auch heute noch durch die tempogeladene Hatz nach goldenen Ringen, bietet aber nicht die spielerische Abwechslung und Langzeitmotivation eines Super Mario World. Wer den Meilenstein des MD versäumt hat, sollte auf dem Wii danach Ausschau halten.“

Auch aus kommerzieller Sicht war das Spiel ein großer Erfolg. Sonic the Hedgehog verkaufte sich allein auf dem Sega Mega Drive 22,22 Millionen Mal (davon 15 Millionen im Bundle mit der Konsole) und belegt damit Platz 1 der meistverkauften Spiele der Konsole. Vor allem die Smartphone-Umsetzungen treiben die Zahl weiter um Millionen in die Höhe.